# Vattenmåra
Vattenmåra (Galium palustre) är en växtart i familjen måre
Vattenmåra når en höjd av 8 till 30 cm och den har 5 till 15 mm långa blad. Frukterna är 1,2 till 1,6 mm långa. Växten blommar mellan maj och augusti och blommorna har en diameter av 2,5 till 3,5 mm.
Arten dokumenterades i olika länder i Västeuropa, Centraleuropa, Nordeuropa, Ryssland och Turkiet. Den växer i låglandet och i bergstrakter mellan 50 och 1550 meter över havet. Vattenmåra hittas i våtmarker och på andra fuktiga ställen som tidvis översvämmas.
För beståndet är inga hot kända. Hela populationen anses vara stor. IUCN listar arten som livskraftig (LC).